# Félix Castan
Pour les articles homonymes, voir Castan.
Félix-Marcel Castan, en occitan Fèlix Marcèl Castanh, né le 1er juillet 1920 à Labastide-Murat dans le Lot et mort le 22 janvier 2001 à Agen, est un penseur et écrivain français de langue occitane.

## Biographie
Il a commencé sa vie professionnelle comme ouvrier agricole de 1942 à 1944 après des études de lettres au Lycée Louis-le-Grand. Il fut adhérent au Parti communiste français en 1944. Instituteur de village puis professeur de collège. Écrivain en occitan, militant occitaniste (organisateur du Festival de Montauban, de la Mòstra del Larzac, du Centre international de synthèse du baroque, du Forum des identités communales, etc.).
Il défendit toute sa vie la culture occitane sous tous ses aspects. Il est le théoricien du concept de « décentralisation culturelle ».
Des musiciens (Claude Sicre, Bernard Lubat, Massilia Sound System), des écrivains (Bernard Manciet, Michel Ducom) ont contribué à élargir le champ et l'audience de son combat entre autres au sein du mouvement de la Ligne Imaginot.
Son épouse, la peintre Marcelle Dulaut (1921-1978), est à l'initiative de la « Mòstra del Larzac » (1964). Fondé officiellement en 1969, en marge de la fronde populaire opposée à l’extension du Camp militaire du Larzac, ce lieu d’expositions et de débats est animé par Félix Castan jusqu'au début des années 1990. Il prône « La décentralisation culturelle » face au monopole de Paris. Nombreux artistes y figurent tels que : Pierre Soulages (1919-2022), Albert Ayme (1921-2012), Bernard Dufour (1922-2016), Michel Bertrand (1935-2009), Ben (Benjamin Vautier, 1935-2024), Claude Viallat (1936), ou encore Mariette Teisserenc (1940).
En 1977, le thème est « Le Beaubourg d'Occitanie ». On lit au supplément de la revue « Mòstra » No 4 : « La Mòstra del Larzac est à Beaubourg ce que l’Occitanie est à la France. Inutile d’énumérer différences et similitudes. Chacun les perçoit et les juge… La Mòstra del Larzac restera le lieu du rassemblement et des contradictions où les individus s’affrontent et se côtoient, par-delà les tendances, courants et groupes… ». Au nom de ses principes de décentralisation, Félix Castan décline une invitation du Centre Pompidou à exposer les artistes de la Mòstra à Paris. Un diorama et des vidéos sont tout de même projetés dans ce musée.

## Pour approfondir